# エンリケ・ムルシアーノ
エンリケ・ムルシアーノ（Enrique Ricardo Murciano、1973年7月9日 - ）は、アメリカ合衆国の俳優。マイアミ出身。キューバ系アメリカ人。
映画『ブラックホーク・ダウン』でジェリー・ブラッカイマーと出会い、彼がプロデュースしたテレビドラマ『WITHOUT A TRACE/FBI 失踪者を追え!』にダニー・テイラー捜査官役で出演して知られる。
2008年から2011年まで女優のリリー・コールと交際していた。

## 主な出演作品

### 映画
- スピード2 Speed 2: Cruise Control （1997年）
- トラフィック Traffic （2000年）
- ブラックホーク・ダウン Black Hawk Down （2001年）
- デンジャラス・ビューティー2 Miss Congeniality 2: Armed and Fabulous （2005年）
- ロストシティ The Lost City （2005年）
- マンコラの海に抱かれて Máncora （2008年） - 製作総指揮も担当。
- 猿の惑星: 新世紀 Dawn of the Planet of the Apes （2014年）
- 素晴らしきかな、人生 Collateral Beauty （2016年） - ノンクレジット[要出典]。
- ラフ・ナイト 史上最悪!?の独身さよならパーティー Rough Night （2017年）
- ブライト Bright （2017年）
- ハーフ・オブ・イット: 面白いのはこれから The Half of It （2020年）
- 花嫁のパパ Father of the Bride (2022)

### テレビドラマ
- WITHOUT A TRACE/FBI 失踪者を追え! Without a Trace （2002 - 2009年）
- CSI:科学捜査班 CSI: Crime Scene Investigation （2009 - 2012年）
- NCIS 〜ネイビー犯罪捜査班 NCIS: Naval Criminal Investigative Service （2011 - 2012年）
- 666 パーク・アベニュー NYの悪夢 666 Park Avenue （2012年）
- Power （2014 - 2016年）
- BLOODLINE ブラッドライン Bloodline （2015 - 2016年）
- Hap and Leonard （2016 - 2017年）
- THE BLACKLIST/ブラックリスト The Blacklist （2017年）
- パニック 秘密のゲーム Panic （2021年）
- ナイト・エージェント The Night Agent （2023年）